# Chroniques mozarabes

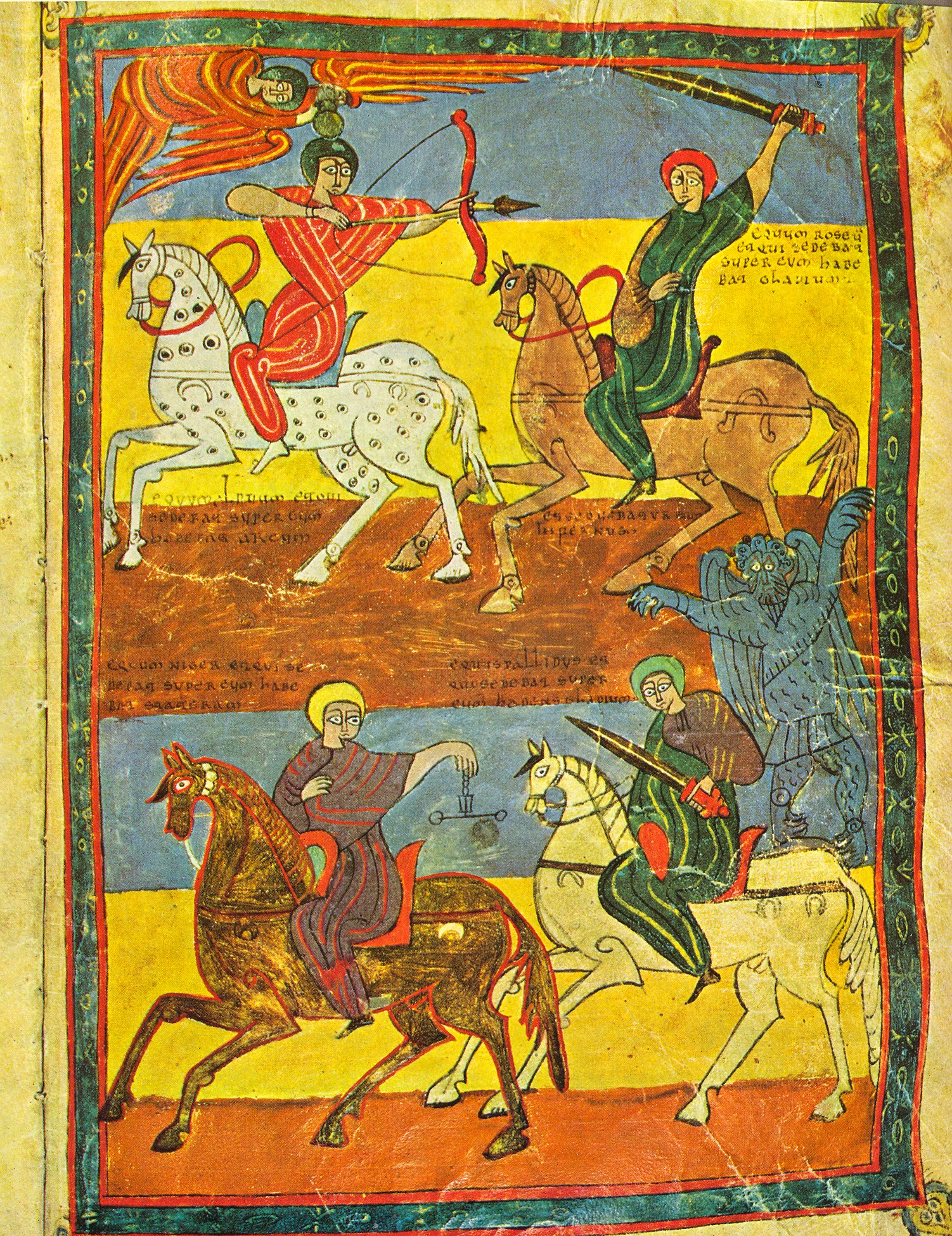
Parchemin conservé à la bibliothèque de l'Université de Valladolid, enluminant les Quatre Cavaliers de l'Apocalypse. Peut-on suggérer qu'ils sont habillés dans un style vestimentaire du Moyen-Orient ?

Les chroniques mozarabes sont une suite de documents rédigés à partir de 754 par des moines chrétiens espagnols réfugiés dans les Asturies à cause de la conquête musulmane de l'Ibérie, devenue al-Andalus quarante ans auparavant. De culture latine et wisigothique, ces moines rebelles refusaient de se plier au nouvel ordre musulman, contrairement à leurs coreligionnaires mozarabes de Tolède, et narrèrent l'épopée de la chrétienté face aux nouveaux maîtres du défunt royaume wisigoth. Ces documents constituent la seule trace écrite sur ces événements.
Ces chroniques introduisent l'idée d'une continuité du sang des rois wisigoths dans la lignée du royaume des Asturies, credo qui subsiste dans la famille royale d'Espagne encore actuellement (l'héritier royal espagnol est titré prince des Asturies pour cela).

## Narrations fondatrices
La narration de la bataille de Covadonga prend place dans ces chroniques, ainsi qu'une description du règne d'Ardo, résistant à la conquête musulmane dans la région de la Gaule wisigothique, dans les Pyrénées-Orientales.
La fonction de ce récit était de susciter une volonté de résistance parmi les populations vivant dans les vallées des Asturies ; il est donc manifeste que ce prosélytisme apporte un corpus critiquable pour les historiens contemporains chargés de démêler ce qui relève de l'hagiographie, rédigée à but de propagande, des évènements qui se sont effectivement déroulés. La date de la bataille n'est pas connue autrement que par l'écrit des moines, elle est donc sujette à caution (les historiens, dans divers volumes de l'Histoire de l'Espagne, notent une indétermination de quatre années concernant la datation).
L'emploi des termes est particulièrement digne d'intérêt puisque la description de l'adversaire figurant dans ces chroniques distingue les Morros des Saracenos, les uns étant les Berbères maures et les autres le contingent essentiellement arabe provenant de la péninsule Arabique, formé également de Syriens - ce contingent assimilable à une aristocratie dominante étant considérablement plus réduit.
Cette distinction entre Maures et Sarrasins disparaît dans des écrits ultérieurs tels que le corpus de textes amenant la Chanson de Roland, écrit par des hagiographes carolingiens.
Se poursuivant jusqu'à la fin du haut Moyen Âge, les chroniques parviennent à associer l'idée du mouvement de la Reconquista, qui ne devient prégnante qu'à partir du IXe siècle, avec une mission divine liée à l'esprit des Croisades en Terre sainte.

## Des reliques opportunes
La découverte mythique des restes de saint Jacques le Majeur, dans le royaume de León, fut tout à fait opportune pour amorcer une ferveur religieuse en ces années de péril pour le royaume situé en Galice. Ces évènements, fort heureux pour un royaume isolé sur les fins de terre, ont lieu sous le règne d'Alphonse II des Asturies. Ce petit royaume en marge de l'Occident chrétien se retrouvait par grâce possesseur de l'une des reliques les plus importantes de la chrétienté, reconnue par la papauté, alors que l'ensemble des reliques connues de l'époque étaient situées en Terre sainte ou à Rome.

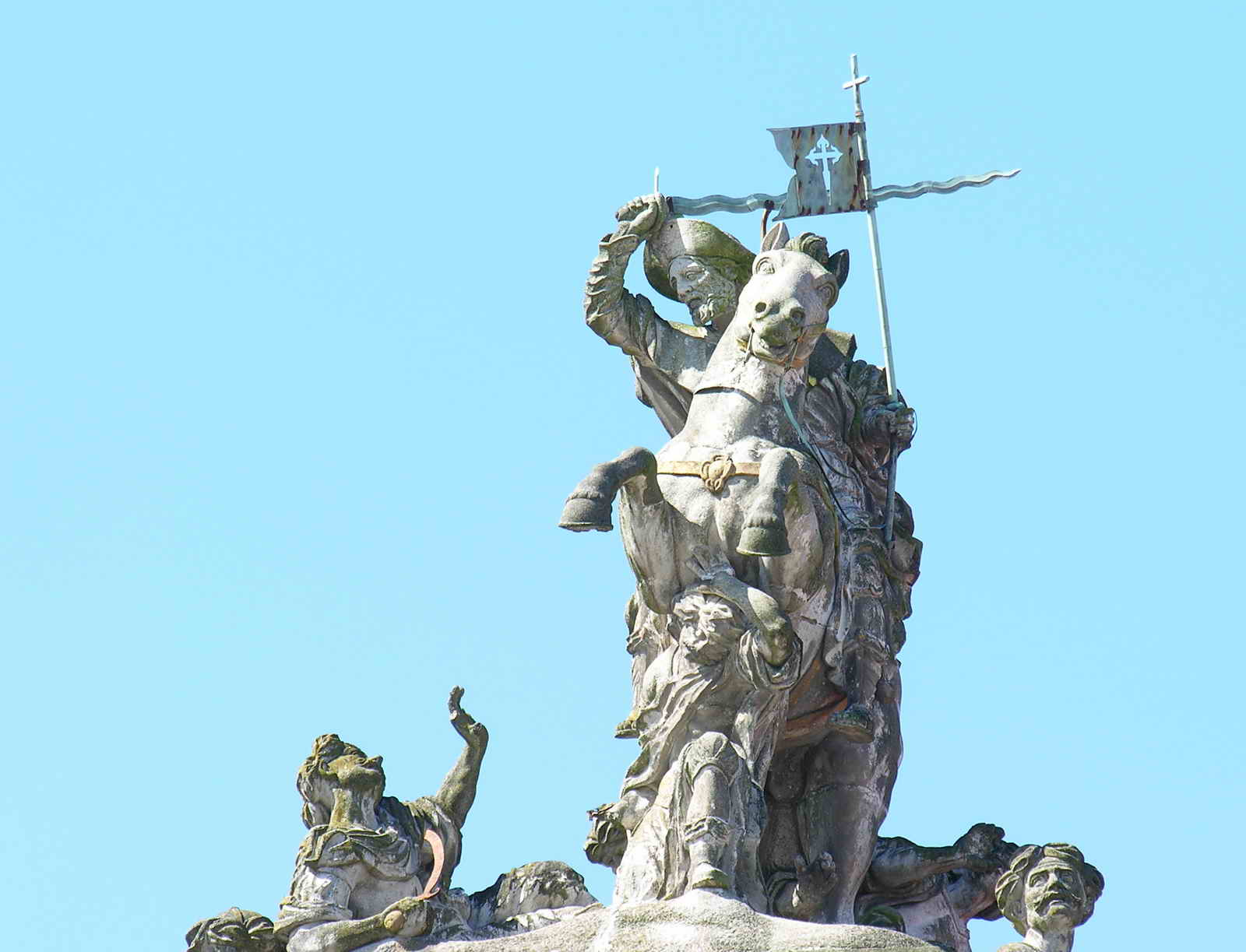
Cette statue de saint Jacques terrassant les Maures (patron de la Galice) équivaut, par sa figuration, à celle de saint Georges terrassant le Dragon (patron de la Catalogne) dans la tradition picturale.

De même, la légende des apparitions miraculeuses de Santiago Matamoros (Saint-Jacques le matamore, soit littéralement le tueur de Maures à l'occasion de la bataille de Clavijo en 844) achève d'inscrire dans les consciences la mission "inspirée par Dieu et voulue par les moines" que constitue la refondation de l'unité perdue de la péninsule formée sous les Wisigoths. La reconquête mena en fait aux Espagnes, l'unité retrouvée ne prenant forme qu'avec les Rois Catholiques.

## Postérité
Au XIXe siècle, l'historiographie espagnole fait une relecture de ces chroniques et développe ardemment l'idée que, de 711 à 1492, l'« Espagne » et l'hispanité - à savoir l'identité espagnole - furent tenues en captivité par l'épisode circonstanciel de l'invasion musulmane.
Les historiens du siècle suivant, considérant al-Andalus comme un pays à part entière et non comme une terre à reconquérir sur laquelle les rois successifs de la Reconquista taillèrent les Marches de leur royaume, revinrent sur cette conception et pensèrent l'Occident islamique que fut al-Andalus dans sa période florissante comme issu d'un syncrétisme culturel entre la civilisation islamique et l'identité ibère ; ce courant de pensée historiographique considère que ce sont les conquérants qui se sont hispanisés, adoucissant leur mode de vie dans le paradis végétal que fut pour eux le pays des fleuves face aux déserts des Empires islamiques, et non les populations qui se sont islamisées et arabisées à compter du Xe siècle.

### Texte complet en anglais
https://www.aymennjawad.org/23270/the-mozarabic-chronicle-full-translation#_edn161